# 春乃れぃ
春乃 れぃ（はるの れい、本名・年齢非公開 4月19日生）は、日本の作家、コラム・エッセイスト、小説家。台湾生まれ。

## 経歴
台湾人と日本人のハーフとして台湾に生まれ、幼少期から思春期にかけてを米ロサンゼルスで暮らす。少年院、クラブホステスなどを経て女社長に。その後、訳あって指名手配。逃亡中に、SM女王などあらゆる風俗業を経験しアンダーグラウンドを極める。ゲイカップルと同居中に逮捕。
2005年ケータイ書籍「恋愛博打」で作家デビュー。歯に衣着せぬ毒舌がうけ、その後も多くのケータイ書籍や雑誌コラムなどを中心に活躍。その後、ファンの強い希望と共に2006年11月15日には春乃れぃ初の紙書籍「モテれ。～エロ可愛い女の知恵袋～」が発売。
20代の女性を主にターゲットとし執筆をしていたが、2012年冬頃から30代以上に向けて執筆することが増えた。また徹底的なリサーチの上で執筆するのが基本で、そのリサーチ力を活かし、兼ねてより更新していたブログも「大人モテ部。」と名を改め、「大人の恋のプランニング」「なぜあなたの恋は成就しづらく結婚につながりにくいのか」をテーマに改めて更新を始めた。また、新しく「大人モテLAB.」を発足し、ポータルサイトとして自らも執筆しながら多方面に渡った情報を発信すべくクリエイターを募っている。（現在は筆者によりブログ名が大人モテ部。から「大人モテ（水泳）部。」と変更されている。）

## 作風
初の紙書籍「モテれ。」を例に挙げると「デブは痩せろ ブスがひがむな」という歯に衣着せぬ言葉が飛び込んでくる。しかし内容の一部に「モテてるつもりの中途半端な女の鼻なんかあたしがポキッとへし折ってやるから心配すんな」と言葉荒くも、彼女の文章はどの作品を取ってもどこかあたたかさが含まれている。
著者本人がコンプレックスを克服するために惜しまず努力を重ねてきた経験に基づいているため、恋愛指南書とカテゴライズされている半面、対恋人でなくとも対人間という大きなくくりで受け取れる内容であることが多い。また、よくある「あなたはあなた。そのままで良いのですよ」という慰めや気休めの多い恋愛指南書とは全く異なり、ズバリと読者の弱点を指摘する内容である。
「屍さくら海老」という作品は彼女が逮捕されるまでの逃亡生活が赤裸々に書かれており、上記にあるような恋愛指南書とは全く異なった作風となっている。
本のタイトルは、最後に句点がつくことが多い。

## 人物
- デビューより何年も前からweb上に自分のサイト（現在は閉鎖）を持っていたが、その人気は驚くものであった。彼女の文才に次々と人が集まり、正にカリスマ的存在であった。デビューのきっかけとなったブログ（現在は閉鎖）も前に倣い、デビュー前より人気を博していた。
- 一見したイメージとは裏腹、酷い照れ屋でもある。また、ファンをとても大切にする一面があり、ブログやSNSなどでファンとの交流を大切にしている。エッセイストでこれほどファンとの距離が近い人物は他に居ないであろう。そういった事からメールにて相談を持ちかけるファンも多くいるが、個人的には一切として受付けていない。一貫して「真剣な相談に対し、忙しさを理由にして適当には答えたくないから」という理由からである。（2012年5月より開始したスマホで聞けるラジオWALLOPでのみ、リスナーからの相談を受付。番組は2013年1月29日で終了）
- 熱しやすく冷めやすい一面もあるが、興味を持ったものは満足のゆくまで追及する。それ故勉強家であり、やりたい事へのリサーチは徹底している。
- 愛犬家。関西をこよなく愛する。
- 表記されている4月19日という誕生日は、あくまでも「春乃れぃ」が生まれた日であり、本人が実際に誕生した生年月日ではない。実際の生年月日は非公開である。しかし、しばしブログにて生まれた季節は夏であることのみ公表している。

### エピソード
- BLOG界初の携帯電子書籍化デビューを果たすが、当初、担当者より舞いこんで来た電子書籍化の話に信用を持てず「これは囮捜査に違いない」と、疑ってかかったというのはファンの間で有名な話である。執行猶予中ではあったが、当時囮捜査をされるようなことは皆無であるにも関わらず、過去の逃亡生活が長く過酷だった故の警戒であったと思われる。
- 「ファン」のことを自ら「ファン」と言うことに照れがあり、「読者さん」と表現することが多い。ブログなどで時々「ファン」と表記するが「フ、フ、ファ、ファンの皆さま」とスムーズに言えず、ストレートに「ファン」と言えたことは数えるほどしか無い。

## 主な作品

### 電子書籍
- 「恋愛博打」～ヤル前に読め！（；゜Д゜）（2005年4月19日 デビュー作vol.1～3 ）
- 起動戦士「濡れ男」R-20指定。子供は読んじゃいけません。～女のココロとカラダの両方を濡らせない男たち～（2005年9月27日 vol.1～3）
- 女王様がロバに鞭（むち）～こんな世界もあるんだと、女王様が教えてあげる。Mの世界は蜜の味～（2006年2月28日 vol.1～6）
- 桃色浮世草子～口説くだけじゃ物足りない。落ちるだけでもつまらない～（2006年3月7日 吉見マサノヴ氏とのコラボ作品）
- モテれ（2006年4月13日 vol.1～10 ※vol.9と10は上巻下巻と2本）
- 魔性れ（2006年4月13日 vol.1～7 ※vol.7は上巻下巻と2本）
- うず巻きマキちゃん～ゲイとデブスの浪花濃いしぐれ～（2007年1月26日 vol.1～4）
- バレンタインデー・チッス～チョコレートで恋を釣る方法～（2007年1月29日）
- そのエロテクで大丈夫？ A to Z【♀編】（2007年3月26日 上巻 下巻 後に上巻下巻と合本完全版発売）
- そのエロテクで大丈夫？ A to Z【♂編】（2007年3月26日 上巻 下巻 後に完全版も発売）
- 春乃れぃ直伝★必勝！初デート術（2007年7月23日）
- 浮気の真相（vo.1～10 後に上巻下巻と合本完全版発売）
- 送信・返信・恋受信（2007年10月1日 vol.1～9）
- 前略、指名手配いただきました。（2007年10月29日 vol.1～4）
- パチンコ依存症の女～その1万円札は誰のものですか？～（vol.1～3）
- オトコが個室でしてること～若いコと、個室でエッチどうですか～（2008年6月16日）
- -15kgでも、まだ足らん（2008年 vol.1～6）
- ホメ♀テク（2009年 vol.1～4）
- チャッカリーナ！（vol.1～2）
- 「ちょいハピ」のとりせつ（vol.1～2）
- 男がドン引く、初エッチ（vol.1～2）
- 早く終わる恋、長ーく続く恋（vol.1～2）
- また、男に騙されたのか（vol.1～3）
- 新・結婚できない女（vol.1～3）
- 超★セックスレス（vol.1～3 後に1～3を合本した完全版発売）
- 珍婚（vol.1～2）
- 恋叶メール（vol.1～3）
- 屍さくら海老（2011年12月5日）
- 待つだけの恋をしていた
- たまにはなんのしがらみもなく、ゆらゆらと日々のことなどを。
- あの子が死んでしまったから、やることに決めた～風俗嬢のための夜恋塾
- プロポーズされる部屋作り［TOILET］
- プロポーズされる部屋作り［プレ・プロポーズのための13の確認］

～春乃れぃのシリーズ～

- 恋は黒歴史 ～春乃れぃのブラック・ヒストリー～
- 悶絶！！ エロく楽しく美しく ～春乃れぃの「私のエロ体験に学びやがれ！」～
- これからの男の話をしよう ～春乃れぃの イイ男の見分け方～
- 自分を安売りする女 相手に高望みする女 ～春乃れぃの1人ガールズトーク～
- 運命は変えられないけど、人生は変えられる。 ～春乃れぃの 若葉の頃～
- 花のオンナ道 ～春乃れぃの場合～
- 恋とお部屋の上手な片付け方 ～春乃れぃの 吸引力の落ちない女になる方法～

### 紙書籍
- モテれ。エロ可愛い女の知恵袋（2006年11月14日）
- 魔性れ。悪魔8：天使2究極モテ女のテクニック（2007年2月17日）
- 濡れ男 NUREO（2007年6月16日）
- 彼のセリフでわかる男ゴコロ－“魔性の女”がこっそり教える！（2007年7月）
- モテまくれ。美人が勝つとは限らない（2007年9月13日）
- 恋のクスリ。－ポジティブ恋愛診療室（2007年11月）
- 恋のあ～ん。（2008年1月16日）
- メールでモテれ。たった1通のメールで彼を落とす（2008年5月27日）
- 本気モテ。絶対！恋人ができるプログラム（2008年9月17日）
- 可愛く、魔性れ。（2009年1月27日）
- 心機公主馭男48招（2009年4月1日 台湾/香港限定）
- 恋ナビ。～超簡単！実践モテ講座～（2009年6月30日）
- メールの女王 男子が思わず返事を出したくなるメールの法則48（2009年7月29日）
- ホメテク～恋も仕事もすべて思い通りになる～（2009年11月17日）
- 体温を上げるだけでヤセる 基礎代謝のいい身体に変えられる!!（2010年1月26日）
- ガールズモテノート 習慣を変えるだけで愛されるイイ女になる！（2010年3月）
- モテれ。（2010年4月6日 宝島社文庫）
- 魔性れ。悪魔8：天使2 究極モテ女のテクニック（2010年8月20日 廣済堂なでしこ文庫）
- 濡れ男（2010年10月5日 ぶんか社）
- そのエロテクで大丈夫？(2011年2月)

### 雑誌
- 金曜日はエロスの匂い（『週刊漫画ゴラク』連載）
- ラバーズコントロール（『静岡フリーペーパーma-ne』連載）
- GYAO Magazine（モテ指南特集記事掲載 2007年1月4日）
- 週刊SPA！（指南記事掲載 2007年 他）
- ViVi（コメント掲載 2007年）
- steady.（コメント掲載 2009年3月7日）
- 女性セブン（コメント掲載 2009年3月26日）
- anan（コメント掲載 2009年4月8日 他）
- 「カマキリ女の憂鬱」雑誌連載

他、地方紙、フリーペーパーを含め多数

### web
- アングリーおっぱい。（みんなの乳がん自伝連載 2008年3月3日）
- L25（コメント掲載 2009年1月15日）
- ジコマンネイル（COCOVOLANネイルスクール連載）
- GIRLS×Babylicious（2010年3月 コミックcawaii連載）
- I can’t stop IKARing you（2011年9月 コミックcawaii連載）
- 小説「キレイだ、って言わせたい」（超絶肉食女子連載）
- 年下キラー☆ 落ちぬとも、攻めずに待とうトシシタ男（2012年8月 コミックcawaiiアプリ連載）

## 出演
- 読売テレビ『なるトモ』にて紹介（2007年1月22日）
- 『爆笑問題の検索ちゃん』にてクイズ出題（2007年2月9日）
- 宇宙GメンTAKUYA（出演 2009年2月3日 ニッポン放送）
- 春乃れぃのラジオでモテれ（メインパーソナリティー 2012年5月1日～2013年1月29日 WALLOP）

## その他（監修など）
- BeeTV「婚活ABeeC大事典」
- BeeTV「1000人美少女」
- BeeTV「絶対に浮気がバレない最強テクニック」